# Svensk kyrkoarkitektur

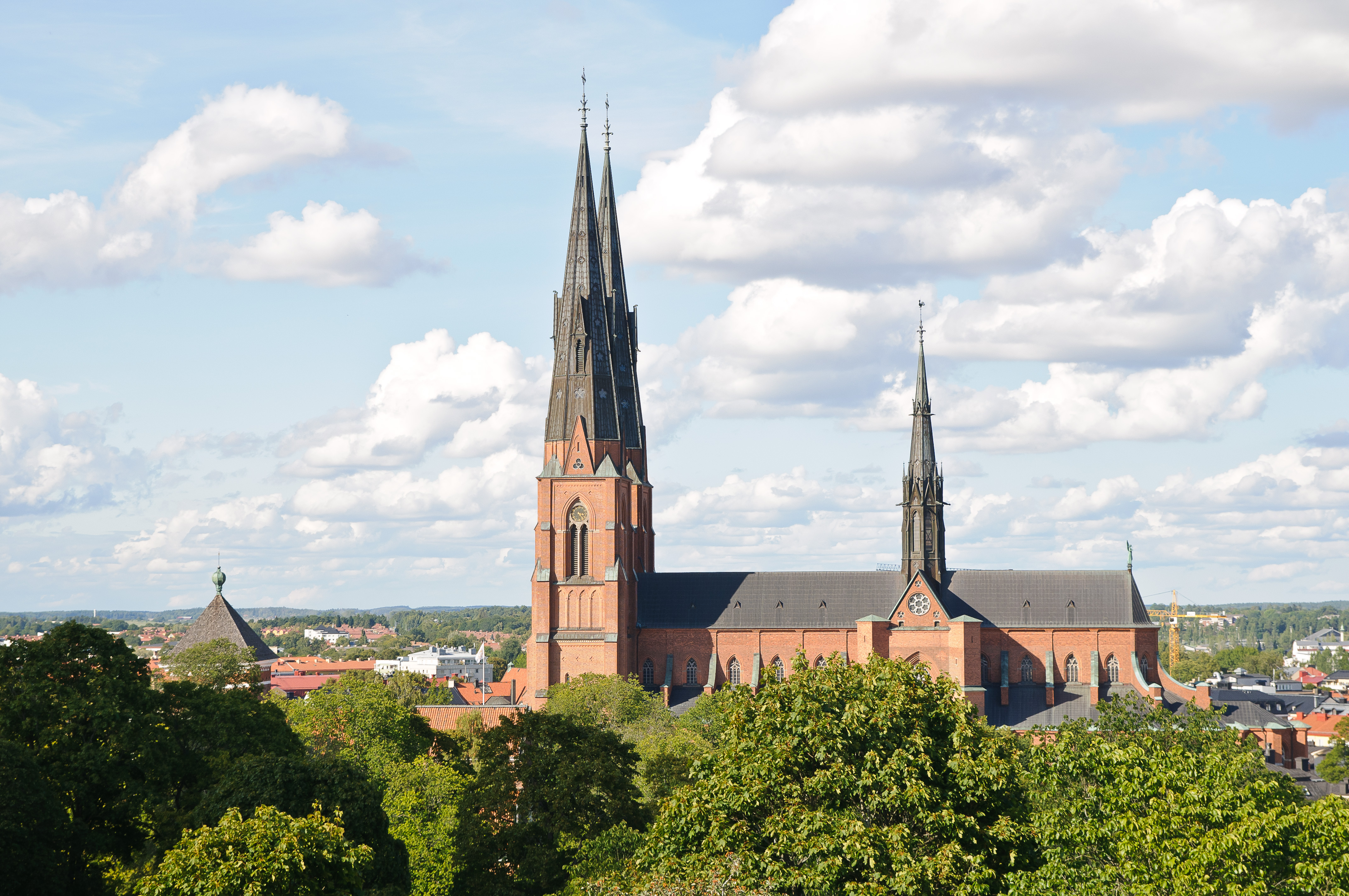
Uppsala domkyrka, Uppland.

Sverige har omkring 3 400 kyrkobyggnader som tillhör Svenska kyrkan. Därtill kommer andra samfunds byggnader.

## Historik

### De första kyrkorna och tidig medeltid

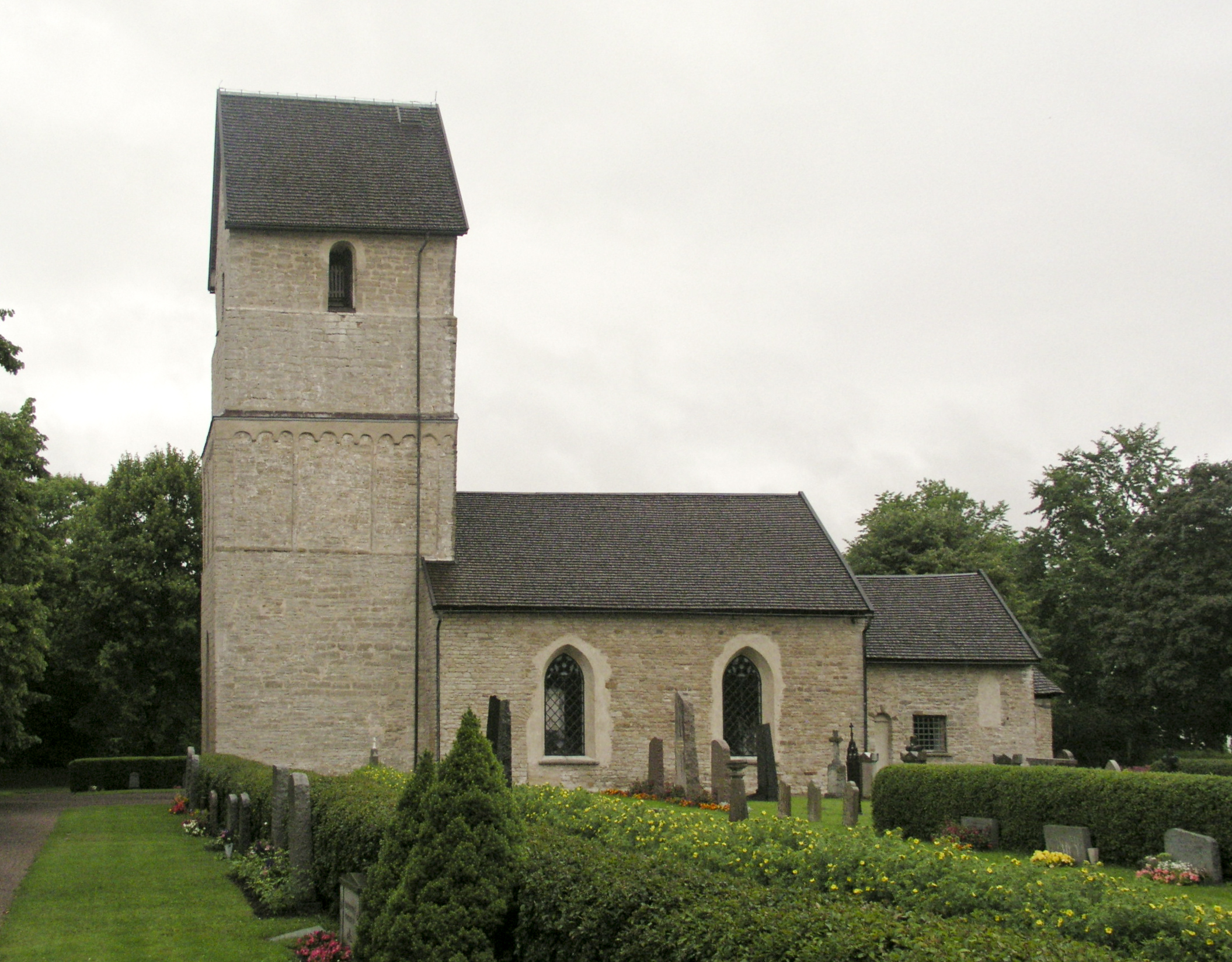
Herrestads kyrka, Östergötland, från 1112.

Svenska kyrkobyggnader har en tusenårig historia. På 300-talet blev kristendomen statsreligion i Romarriket. Sverige blev en del av en europeisk kulturell och religiös gemenskap, även om det dröjde till 800-talet innan missionärer började komma till Sverige. De första kyrkorna som byggdes för "Vite Krist" var små kapell i trä, sannolikt av stavkyrketyp, och i Lund har man hittat rester av träkyrkor från 990-talet. Vissa källor hävdar att det hundra år senare fanns trehundra kyrkor bara i Skåne. De äldsta stavkyrkorna var konstruerade med stavkonstruktionen förankrad i marken i stenskodda stolphål. Denna typ finns endast arkeologiskt konstaterad,  då de i marken nedslagna stolparna förr eller senare börjar ruttna. Alla stavkyrkor som bevarats är istället av en yngre typ, med en syllstensrad som grund på vilka man placerar syllstockar varifrån stavkonstruktionen är uppbyggd, och som börjar användas omkring 1100. Hedareds stavkyrka är Sveriges enda helt bevarade stavkyrka, men från Gotland finns flera delar av stavkyrkor bevarade som byggnadsmaterial i yngre stenkyrkor, den bäst bevarade är Hemse stavkyrka.
Att bygga i trä var enkelt och billigt och det fanns gott om material. I slättbygder övergick man tidigare än skogrika bygder till att bygga i sten, bland annat som ett tecken på rikedom och för att markera att Guds hus skulle stå för evigt. Inledningsvis användes den sten som fanns att tillgå, till exempel sandsten och kalksten, men i mitten av 1200-talet kom tegel alltmer i bruk. De första stenkyrkorna var låga, enskeppiga kyrkor, till exempel i romansk stil. Ganska snart tillkom även andra typer, som de främst under 1100-talet uppförda rundkyrkorna För de mer avancerade byggnaderna hämtade man hit utländsk expertis och klostren bidrog genom kunskap och erfarenhet till att kyrkorna blev alltmer avancerade. Ett exempel är cisterciensermunkarna i Alvastra kloster. Dessa kom från Clairvaux i Frankrike, där man utvecklat en för sin tid mycket avancerad kyrkobyggnadskonst. Under 1200-talet infördes i svenska landskapslagarna regler för hur ett kyrkobygge skulle gå till: alla i socknen skulle hjälpas åt att bygga och underhålla kyrka och tillhörande byggnader där var och en skulle bidra efter förmåga. Stenkyrkobyggandet kom igång på allvar när sockenbegreppet etablerats och det följaktligen skapats en form av samhällsstruktur som kunde ligga till grund för att ekonomiskt hålla kyrka och präst.

### 1800-tal

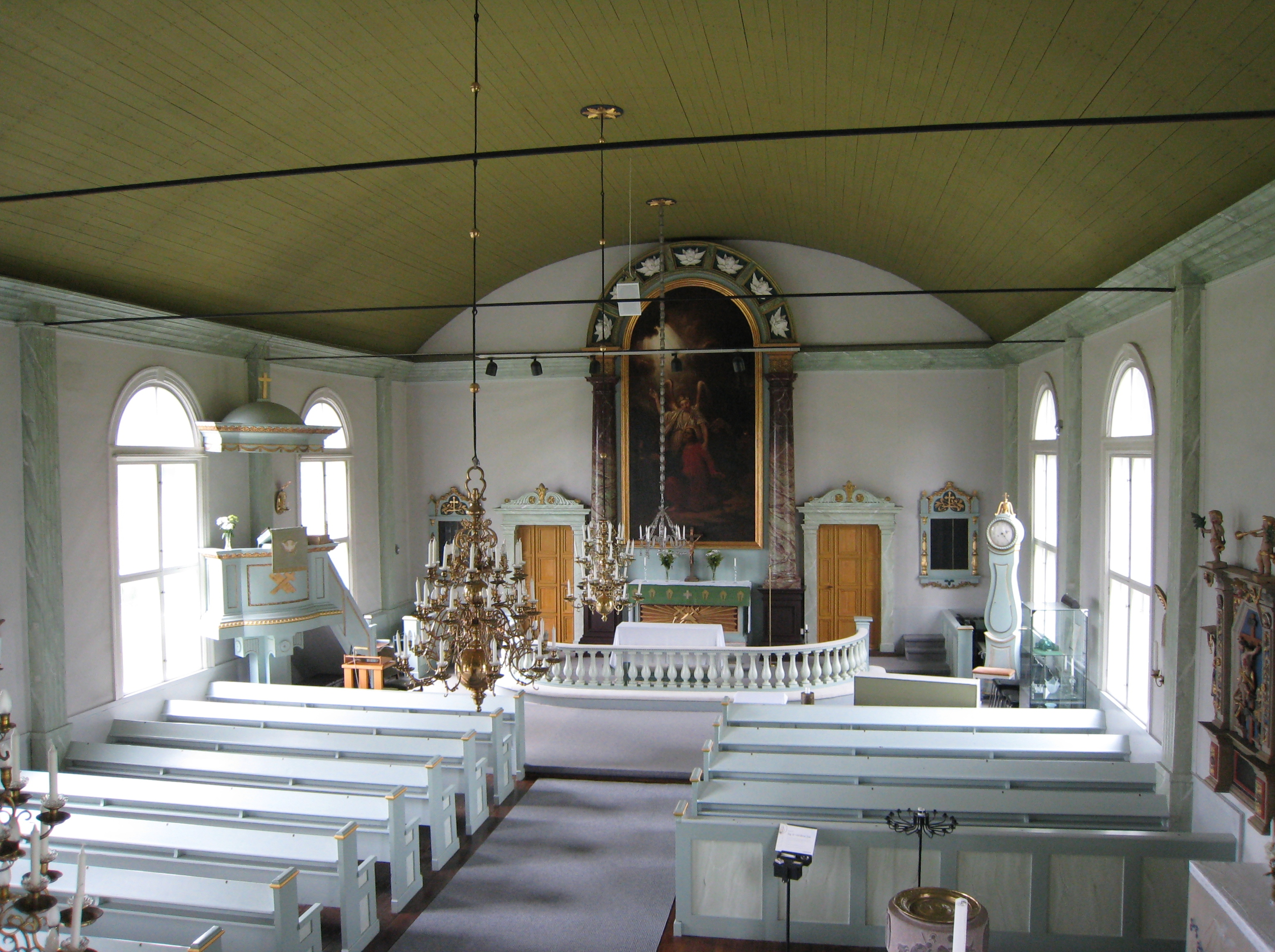
Ekeberga kyrka, Småland, från 1826.

Under den första halvan av 1800-talet ökade folkmängden i Sverige kraftigt. De kyrkor som då byggdes var ofta i empirestil, även kallad Karl Johansstil. De små medeltidskyrkorna var i många fall hårt slitna och i behov av renovering eller rivning. Biskopen Esaias Tegnér förespråkade att socknarna skulle bygga nya kyrkor i modern utformning, stora nog att rymma hela socknens befolkning. Så skedde också i många fall, och till följd av Tegnérs iver och kyrkobyggnadernas storlek kom de nya kyrkorna Tegnérkyrkor eller, lite mer föraktfullt, Tegnérlador. 

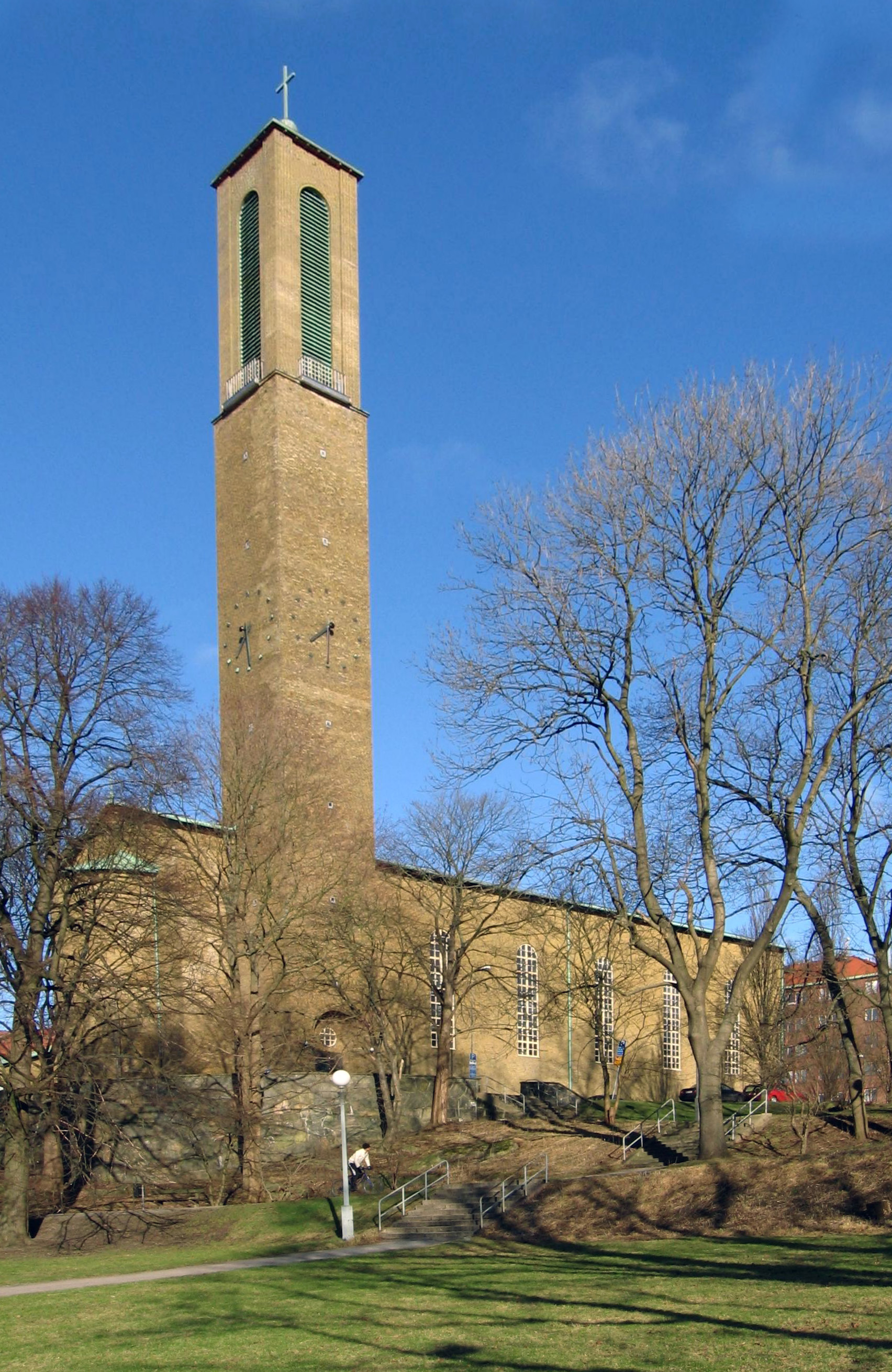
Johannebergskyrkan, Göteborg.

### 1900-tal
Under de första decennierna av 1900-talet byggdes kyrkor efter ungefär samma grundform som gjorts sedan medeltiden, såväl exteriört som interiört. En speciell typ var de högresta kyrkor i rött tegel i en stil som nedsättande kom att kallas eslövsgotik.  Efter andra världskriget skedde dock en stor omställning. Arkitekturen var influerad av funktionalismen och de traditionella byggmaterialen byttes mot samtida material som glas, stål och betong. Materialval och byggteknik gjorde att långhusplanen i många fall övergavs för centralkyrkoplanen, torn, absid och kor försvann, utsmyckningar gjordes diskreta eller uteblev helt. I direkt anslutning till och ofta sammanbýggda med kyrkobyggnaden, uppfördes samlingslokaler för kyrkans ickerituella verksamhet. Två av de främsta företrädarna för denna nya kyrkoarkitektur var de tyska arkitekterna Otto Bartning och Rudolf Schwarz. Denna omsvängning i arkitekturen berodde inte endast på tillgång till nya material och byggstilar, utan även förändringar i nya teologiska och liturgiska strömningar. En stor betydelse kan också tillmätas de alltmer sekulariserade tongångar som utvecklats och vari man efterlyste en mer modern syn och ökat fokus på existentiella frågor och social rättvisa. Prosten Axel Rappe  gav 1963 ut Domus ecclesiae - studier i nutida kyrkoarkitektur och blev en vitt spridd bok.

## Gudsnamnet

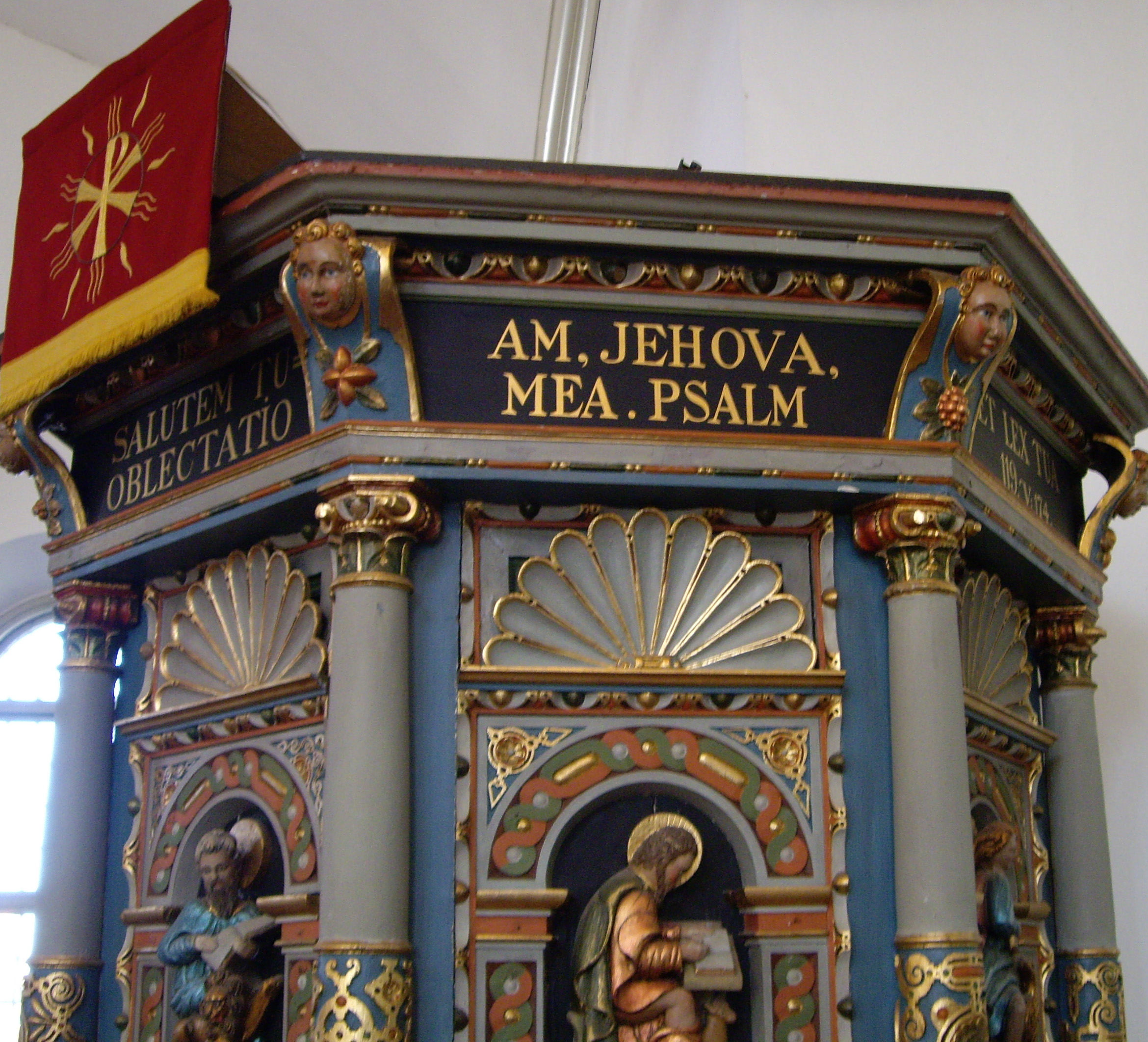
Predikstol i Ivetofta kyrka, Skåne, från början av 1600-talet med inskriptionen Jehova.

Särskilt från medeltiden och fram till 1700-talet var det vanligt att dekorera kyrkornas predikstolar och altaruppsatser med gudsnamnet, i allmänhet med de hebreiska bokstäverna JHWH, det vill säga. tetragrammet eller tetragrammaton. Men det förekom även att man använde vokaltecken och skrev ut namnet Jehova, Jehovah, Iehova eller liknande (se till exempel Jonstorps kyrka eller Ivetofta kyrka). 
Förutom på predikstolar och altaruppsatser kan man finna gudsnamnet på epitafier, altartavlor, gravstenar, glasmålningar och mässhakar. Ibland förekommer gudsnamnet även på själva kyrkobyggnaden (se bild från Norrköping).

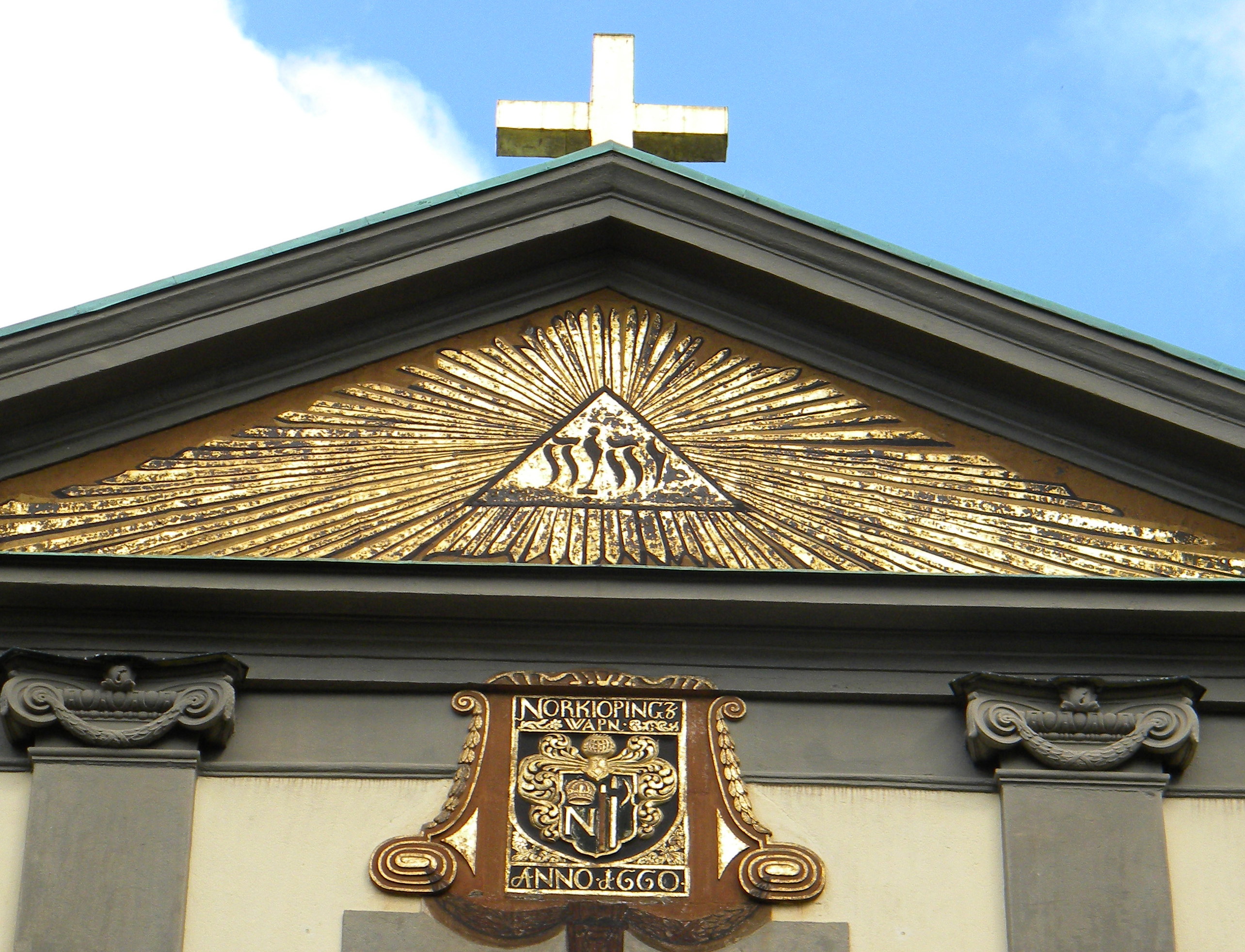
Gudsnamnet med hebreiska bokstäver över ingången till Sankt Olai kyrka, Norrköping